# Musée maritime L'Escale
Le Musée maritime L'Escale est un musée français situé à La Tremblade, l'un des principaux ports ostréicoles du Bassin de Marennes-Oléron et un site touristique fréquenté de Charente-Maritime.

## Histoire
Le Musée maritime L'Escale est implanté dans la ville de La Tremblade, dans le site d'une ancienne demeure ayant appartenu au fondateur d'une vinaigrerie. Ce bâtiment de ville devint par la suite une salle de concerts, puis de théâtre, avant d'être transformé dans les années d'après-guerre en cinéma. 
En 1963, une association privée dénommée L'Escale qui a donné son nom au musée de La Tremblade créée le musée maritime avec à l'origine le projet de présenter l'ostréiculture, son histoire et l'évolution de ses techniques.
Après une première installation dans un local devenu par la suite trop étroit pour l'accueil des visiteurs autant que pour l'exposition muséographique du matériel, le musée, toujours privé, déménagea dans les locaux actuels en 1981. 
En 1999, la gestion du musée est reprise par l’Office municipal du tourisme de La Tremblade.

## Collections
Après l'agrandissement du musée opéré dans les années 2001/2002, le musée a étendu ses collections dont une salle présente l'histoire de la ville mais la vocation principale du musée est de "faire découvrir l’histoire et les techniques de l’ostréiculture locale".
Ainsi les thèmes développés concernent la présentation du bassin ostréicole de Marennes-Oléron, l'historique de l’huître (de l’huître plate à l’huître japonaise) et le travail de l’ostréiculteur (du captage des huîtres jusqu’à l’expédition).
Les collections portent sur les expositions permanentes des coquillages, des outils ostréicoles, des costumes, des maquettes (bateaux et autres), ainsi que des documents photographiques.
Parmi ces pièces exposées, figurent les maquettes des parcs des claires ostréicoles, la maquette du navire "Le Morlaisien", les tombes des marins du Vengeur et les planches de l’ouvrage de Victor Coste. Ils demeurent les objets emblématiques du musée.